# Tersanne

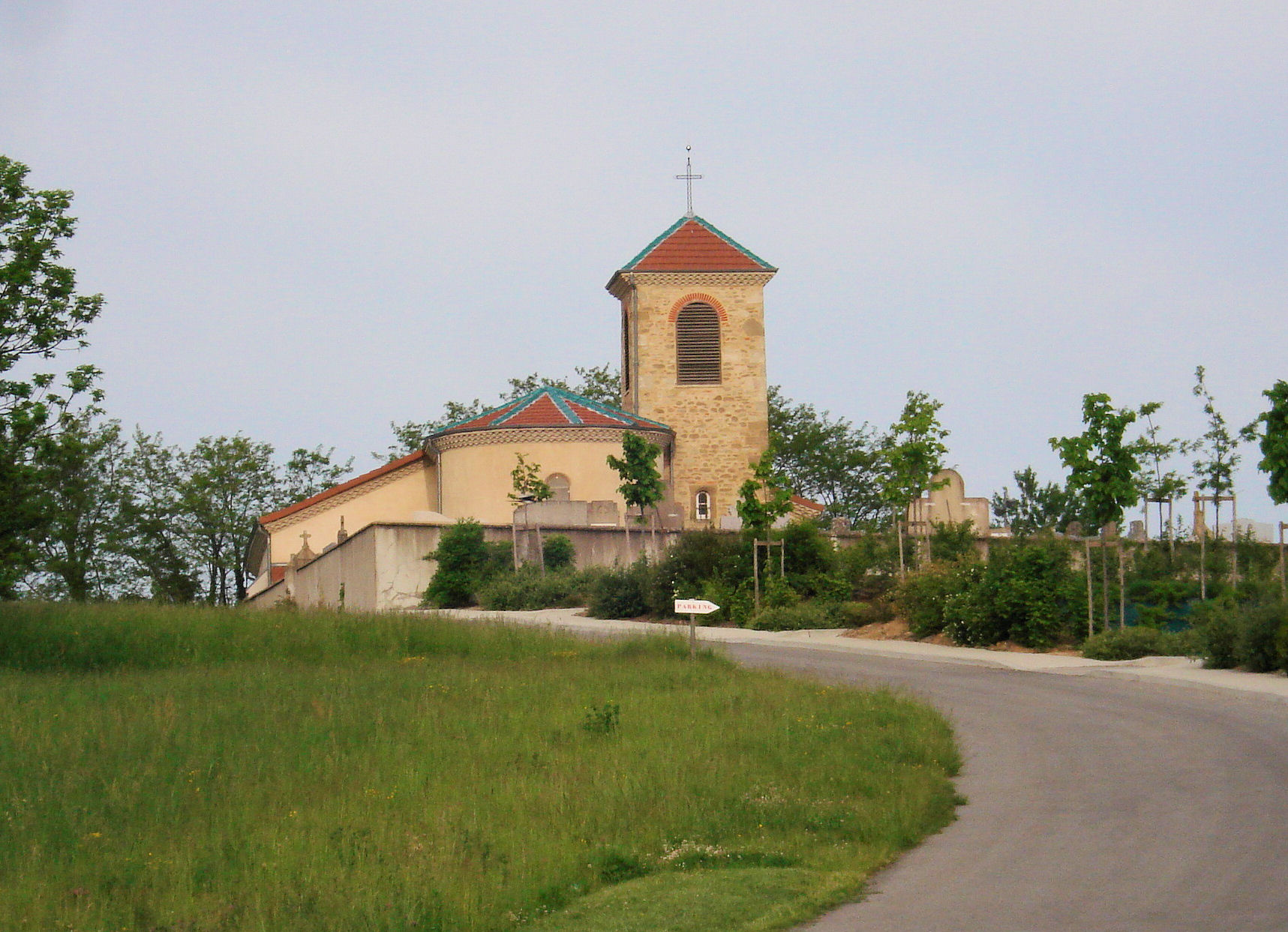
Kościół w Tersanne, 2008

Tersanne – miejscowość i gmina we Francji, w regionie Owernia-Rodan-Alpy, w departamencie Drôme.
Według danych z 1990 gminę zamieszkiwało 156 osób, a gęstość zaludnienia wynosiła 16 osób/km² (wśród 2880 gmin regionu Rodan-Alpy Tersanne plasuje się na 1466. miejscu pod względem liczby ludności, natomiast pod względem powierzchni na miejscu 1141.).